# Michelin Le Mans Cup 2018
Navigation
Édition précédente Édition suivante
Le Michelin Le Mans Cup 2018 est la troisième saison du Michelin Le Mans Cup. Elle débutera le 14 avril au Castellet et se terminera le 27 octobre à l'Autódromo Internacional do Algarve.

## Calendrier
Le calendrier 2018 :
| N° | Date         | Course            | Circuit                            | Lieu          | Pays     |
| -- | ------------ | ----------------- | ---------------------------------- | ------------- | -------- |
| 1  | 14 avril     | Le Castellet      | Circuit Paul-Ricard                | Le Castellet  | France   |
| 2  | 12 mai       | Monza             | Autodromo Nazionale di Monza       | Monza         | Italie   |
| 3  | 16 juin      | Road to Le Mans   | Circuit des 24 Heures              | Le Mans       | France   |
| 4  | 22 juillet   | Red Bull Ring     | Circuit de Spielberg               | Spielberg     | Autriche |
| 5  | 22 septembre | Spa-Francorchamps | Circuit de Spa-Francorchamps       | Francorchamps | Belgique |
| 6  | 27 octobre   | Algarve           | Autódromo Internacional do Algarve | Portimão      | Portugal |

## Engagés

### LMP3
| Équipe                   | Voiture           | No. | Pilotes                  | Manches  |
| ------------------------ | ----------------- | --- | ------------------------ | -------- |
| DKR Engineering          | Norma M30         | 1   | Dan Polley               | 3        |
| DKR Engineering          | Norma M30         | 1   | James Winslow            | 3        |
| DKR Engineering          | Norma M30         | 3   | Léonard Hoogenboom       | Toutes   |
| DKR Engineering          | Norma M30         | 3   | Jens Petersen            | Toutes   |
| Ecurie Ecosse/Nielsen    | Ligier JS P3      | 2   | Tony Wells               | Toutes   |
| Ecurie Ecosse/Nielsen    | Ligier JS P3      | 2   | James Littlejohn         | Toutes   |
| Ecurie Ecosse/Nielsen    | Ligier JS P3      | 74  | Patrick McClughan        | 3        |
| Ecurie Ecosse/Nielsen    | Ligier JS P3      | 74  | Gerhard Watzinger        | 3        |
| Ecurie Ecosse/Nielsen    | Ligier JS P3      | 75  | Ivor Dunbar              | 3        |
| Ecurie Ecosse/Nielsen    | Ligier JS P3      | 75  | Bonamy Grimes            | 3        |
| Ecurie Ecosse/Nielsen    | Ligier JS P3      | 76  | Alex Kapadia             | 3        |
| Ecurie Ecosse/Nielsen    | Ligier JS P3      | 76  | Christian Olsen          | 3        |
| Ecurie Ecosse/Nielsen    | Ligier JS P3      | 79  | Colin Noble              | Toutes   |
| Ecurie Ecosse/Nielsen    | Ligier JS P3      | 79  | Alasdair McCaig          | Toutes   |
| Brookspeed International | Ligier JS P3      | 4   | Jordan Sanders           | Toutes   |
| Brookspeed International | Ligier JS P3      | 4   | John Schauerman          | Toutes   |
| NEFIS By Speed Factory   | Ligier JS P3      | 5   | Timur Boguslavskiy       | 3        |
| NEFIS By Speed Factory   | Ligier JS P3      | 5   | Marcello Marateotto      | 3        |
| Cool Racing              | Norma M30         | 9   | Scott Andrews            | 3-4      |
| Cool Racing              | Norma M30         | 9   | Gerald Kraut             | 3-4      |
| Cool Racing              | Ligier JS P3      | 9   | Scott Andrews            | 2        |
| Cool Racing              | Ligier JS P3      | 9   | Gerald Kraut             | 2        |
| Cool Racing              | Ligier JS P3      | 24  | Alexandre Coigny         | Toutes   |
| Cool Racing              | Ligier JS P3      | 24  | Antonin Borga            | Toutes   |
| Cool Racing              | Ligier JS P3      | 27  | Marvin Klein             | 3        |
| Cool Racing              | Ligier JS P3      | 27  | Christian Vaglio         | 3        |
| EuroInternational        | Ligier JS P3      | 11  | Mikkel Jensen            | 3        |
| EuroInternational        | Ligier JS P3      | 11  | Kay Van Berlo            | 3        |
| EuroInternational        | Ligier JS P3      | 12  | James Dayson             | 3        |
| EuroInternational        | Ligier JS P3      | 12  | Mark Kvamme              | 3        |
| RLR Msport               | Ligier JS P3      | 14  | John Farano              | Toutes   |
| RLR Msport               | Ligier JS P3      | 14  | Job van Uitert           | Toutes   |
| RLR Msport               | Ligier JS P3      | 59  | Josh Burdon              | 3        |
| RLR Msport               | Ligier JS P3      | 59  | Neric Wei                | 3        |
| RLR Msport               | Ligier JS P3      | 59  | Ross Warburton           | 4–6      |
| RLR Msport               | Ligier JS P3      | 59  | Alex Kapadia             | 4–6      |
| M.Racing - YMR           | Ligier JS P3      | 15  | Jonathan Bennett         | 3        |
| M.Racing - YMR           | Ligier JS P3      | 15  | Niclas Jönsson           | 3        |
| M.Racing - YMR           | Norma M30         | 16  | Natan Bihel              | 3        |
| M.Racing - YMR           | Norma M30         | 16  | Laurent Millara          | 3        |
| RGP Motorsport           | Ligier JS P3      | 17  | Marco Cencetti           | 1, 3     |
| RGP Motorsport           | Ligier JS P3      | 17  | Ioannis Inglessis        | 1, 3     |
| Ultimate                 | Norma M30         | 19  | François Hériau          | 3        |
| Ultimate                 | Norma M30         | 19  | Jean-Baptiste Lahaye     | 3        |
| DB Autosport             | Norma M30         | 20  | Jean-Ludovic Foubert     | Toutes   |
| DB Autosport             | Norma M30         | 20  | Nicolas Maulini          | Toutes   |
| DB Autosport             | Norma M30         | 21  | Jacques Wolff            | Toutes   |
| DB Autosport             | Norma M30         | 21  | Nicolas Schatz           | Toutes   |
| United Autosports        | Ligier JS P3      | 22  | Matthew Bell             | Toutes   |
| United Autosports        | Ligier JS P3      | 22  | James McGuire            | Toutes   |
| United Autosports        | Ligier JS P3      | 23  | Richard Meins            | Toutes   |
| United Autosports        | Ligier JS P3      | 23  | Christian England        | 1–2, 4–6 |
| United Autosports        | Ligier JS P3      | 23  | Shaun Lynn               | 3        |
| United Autosports        | Ligier JS P3      | 32  | Naj Husain               | Toutes   |
| United Autosports        | Ligier JS P3      | 32  | Mahaveer Raghunathan     | 1        |
| United Autosports        | Ligier JS P3      | 32  | Colin Braun              | 2–6      |
| United Autosports        | Ligier JS P3      | 33  | John Falb                | 3        |
| United Autosports        | Ligier JS P3      | 33  | Sean Rayhall             | 3        |
| Lanan Racing             | Norma M30         | 25  | Michael Benham           | 1–3, 5–6 |
| Lanan Racing             | Norma M30         | 25  | Duncan Tappy             | 1–3, 5–6 |
| CD Sport                 | Norma M30         | 30  | Laurents Hörr            | Toutes   |
| CD Sport                 | Norma M30         | 30  | Anthony Pons             | 1, 3, 5  |
| CD Sport                 | Norma M30         | 30  | Éric Debard              | 2        |
| CD Sport                 | Norma M30         | 30  | Fabien Lavergne          | 4, 6     |
| CD Sport                 | Norma M30         | 60  | Nicolas Mélin            | 3        |
| CD Sport                 | Norma M30         | 60  | Julien Piguet            | 3        |
| Graff                    | Norma M30         | 39  | Eric Trouillet           | Toutes   |
| Graff                    | Norma M30         | 39  | Adrien Trouillet         | Toutes   |
| Graff                    | Norma M30         | 40  | Marc-Antoine Dannielou   | 3–6      |
| Graff                    | Norma M30         | 40  | Adrien Chila             | 3–6      |
| Graff                    | Norma M30         | 65  | Damien Delafosse         | 3–6      |
| Graff                    | Norma M30         | 65  | Sergio Pasian            | 3-4      |
| Graff                    | Norma M30         | 65  | Adrien Chila             | 5        |
| Graff                    | Norma M30         | 65  | Alexander West           | 6        |
| Graff                    | Ligier JS P3      | 40  | Adrien Chila             | 1–2      |
| Graff                    | Ligier JS P3      | 40  | Marc-Antoine Dannielou   | 1–2      |
| Graff                    | Ligier JS P3      | 65  | Damien Delafosse         | 1–2      |
| Graff                    | Ligier JS P3      | 65  | Sergio Pasian            | 1–2      |
| SPV Racing               | Ligier JS P3      | 44  | Alvaro Fontes            | 1–3      |
| SPV Racing               | Ligier JS P3      | 44  | Andy Cummings            | 1, 3     |
| SPV Racing               | Ligier JS P3      | 44  | Andy Cummings            | 2        |
| SPV Racing               | Ligier JS P3      | 45  | Andy Cummings            | 3        |
| SPV Racing               | Ligier JS P3      | 45  | Bradley Ellis            | 3        |
| Win Motorsport           | Ligier JS P3      | 49  | William Lok              | 3        |
| Win Motorsport           | Ligier JS P3      | 49  | Jim Michaelian           | 3        |
| Spirit of Race           | Ligier JS P3      | 55  | Chris Buncombe           | 3        |
| Spirit of Race           | Ligier JS P3      | 55  | Patrick Byrne            | 3        |
| TFT - SO24               | Norma M30         | 72  | Arnold Robin             | 3        |
| TFT - SO24               | Norma M30         | 72  | Maxime Robin             | 3        |
| TFT - SO24               | Norma M30         | 73  | Xavier Michel            | 3        |
| TFT - SO24               | Norma M30         | 73  | Antoine Weil             | 3        |
| AT Racing                | Ligier JS P3      | 90  | Alexander Talkanitsa, Jr | 3        |
| AT Racing                | Ligier JS P3      | 90  | Alexander Talkanitsa, Sr | 3        |
| TKS                      | Ginetta-Juno LMP3 | 96  | Shinyo Sano              | 1–3      |
| TKS                      | Ginetta-Juno LMP3 | 96  | Luca Magnoni             | 1        |
| TKS                      | Ginetta-Juno LMP3 | 96  | Teruaki Kato             | 2        |
| TKS                      | Ginetta-Juno LMP3 | 96  | akuya Shirasaka          | 3        |
| Motorsport98             | Ligier JS P3      | 98  | Eric De Doncker (en)     | Toutes   |
| Motorsport98             | Ligier JS P3      | 98  | Andy Meyrick             | 1        |
| Motorsport98             | Ligier JS P3      | 98  | Dino Lunardi             | 2–6      |
| N'Race                   | Ligier JS P3      | 99  | Alain Costa              | Toutes   |
| N'Race                   | Ligier JS P3      | 99  | Thomas Accary            | 1–3      |
| N'Race                   | Ligier JS P3      | 99  | Johan-Boris Scheier      | 4–6      |

Malgré les annonces dans les médias, les écuries Feature Engineering, Larbre Compétition et Speedworks ne participeront pas au Michelin Le Mans Cup 2018.

### GT3
| Équipe         | Voiture           | No. | Pilotes                | Manches |
| -------------- | ----------------- | --- | ---------------------- | ------- |
| Kessel Racing  | Ferrari 488 GT3   | 8   | Sergio Pianezzola      | Toutes  |
| Kessel Racing  | Ferrari 488 GT3   | 8   | Giacomo Piccini        | Toutes  |
| Kessel Racing  | Ferrari 488 GT3   | 50  | John Hartshorne        | Toutes  |
| Kessel Racing  | Ferrari 488 GT3   | 50  | Oliver Hancock         | Toutes  |
| Kessel Racing  | Ferrari 488 GT3   | 77  | Claudio Schiavoni      | Toutes  |
| Kessel Racing  | Ferrari 488 GT3   | 77  | Andrea Piccini         | Toutes  |
| Spirit of Race | Ferrari 488 GT3   | 51  | Christoph Ulrich       | Toutes  |
| Spirit of Race | Ferrari 488 GT3   | 51  | Maurizio Mediani       | Toutes  |
| AF Corse       | Ferrari 488 GT3   | 71  | Piergiuseppe Perazzini | Toutes  |
| AF Corse       | Ferrari 488 GT3   | 71  | Marco Cioci            | Toutes  |
| Ebimotors      | Porsche 911 GT3 R | 88  | Paolo Venerosi         | Toutes  |
| Ebimotors      | Porsche 911 GT3 R | 88  | Alessandro Baccani     | Toutes  |

## Résultats
Gras indique le vainqueur au général.
| Mc. | Mc. | Circuit       | Équipe vainqueure LMP3           | Équipe vainqueure GT3              | Résultats |
| Mc. | Mc. | Circuit       | Pilotes vainqueurs LMP3          | Pilotes vainqueurs GT3             | Résultats |
| --- | --- | ------------- | -------------------------------- | ---------------------------------- | --------- |
| 1   | 1   | Paul Ricard   | No. 3 DKR Engineering            | No. 8 Kessel Racing                | Résultats |
| 1   | 1   | Paul Ricard   | Léonard Hoogenboom Jens Petersen | Sergio Pianezzola Giacomo Piccini  | Résultats |
| 2   | 2   | Monza         | No. 3 DKR Engineering            | No. 8 Kessel Racing                | Résultats |
| 2   | 2   | Monza         | Léonard Hoogenboom Jens Petersen | Sergio Pianezzola Giacomo Piccini  | Résultats |
| 3   | C1  | Le Mans       | No. 11 EuroInternational         | No. 71 AF Corse                    | Résultats |
| 3   | C1  | Le Mans       | Mikkel Jensen Kay Van Berlo      | Marco Cioci Piergiuseppe Perazzini | Résultats |
| 3   | C2  | Le Mans       | No. 25 Lanan Racing              | No. 51 Spirit of Race              | Résultats |
| 3   | C2  | Le Mans       | Michael Benham Duncan Tappy      | Maurizio Mediani Christoph Ulrich  | Résultats |
| 4   | 4   | Red Bull Ring | No. 3 DKR Engineering            | No. 8. Kessel Racing               | Résultats |
| 4   | 4   | Red Bull Ring | Léonard Hoogenboom Jens Petersen | Sergio Pianezzola Giacomo Picini   | Résultats |
| 5   | 5   | Spa           | No. 79 Ecurie Ecosse/Nielsen     | No. 8 Kessel Racing                | Résultats |
| 5   | 5   | Spa           | Alasdair McCaig Colin Noble      | Sergio Pianezzola Giacomo Picini   | Résultats |
| 6   | 6   | Algarve       | No. 79 Ecurie Ecosse/Nielsen     | No. 8 Kessel Racing                | Résultats |
| 6   | 6   | Algarve       | Alasdair McCaig Colin Noble      | Sergio Pianezzola Giacomo Picini   | Résultats |

## Classement

### Attribution des points
| Système des points | Système des points | Système des points | Système des points | Système des points | Système des points | Système des points | Système des points | Système des points | Système des points | Système des points | Système des points | Système des points |
| Position           | 1er                | 2e                 | 3e                 | 4e                 | 5e                 | 6e                 | 7e                 | 8e                 | 9e                 | 10e                | Au-delà            | Pole position      |
| ------------------ | ------------------ | ------------------ | ------------------ | ------------------ | ------------------ | ------------------ | ------------------ | ------------------ | ------------------ | ------------------ | ------------------ | ------------------ |
| Points             | 25                 | 18                 | 15                 | 12                 | 10                 | 8                  | 6                  | 4                  | 2                  | 1                  | 0.5                | 1                  |

### Légende des tableaux de classements
| DNF          | La voiture n'a pas terminée la course.                                                |
| DNS          | La voiture n'a pas pu prendre le départ.                                              |
| DNC          | La voiture n'a pas été classée car elle a parcouru moins de 70 % des tours du leader. |
| DSQ          | La voiture a été disqualifiée par l'organisation.                                     |
| Casse vierge | La voiture ou le pilote n'était pas inscrit à la course.                              |

La voiture en pole position de chaque catégorie à son résultat en gras.

### Championnat des pilotes
Seules les 10 premières places sont affichées ici (18 pilotes), au total 55 pilotes ont été classés.